# Krakkói béke (1525)
Krakkói béke (1525): I. Zsigmond Ágost lengyel király és Brandenburgi Albert teuton rendi nagymester, későbbi porosz herceg között létrejött békeszerződés Krakkóban, 1525. április 8-án.
1519-ben a lovagrend és e lengyel király között kitört a háborúba, amelyben a lovagok vereséget szenvedtek. 1521-ben a német császár közvetítésével egyezség született, s miután Albert evangélikus hitre tért át, megbékélt Zsigmonddal. Április 10-én Krakkóban Albert hűbéri esküt tett a királynak, Kelet-Poroszországból világi hercegséget hozott létre és megszüntette a Német Lovagrend államát.